# 石川要三
石川要三（1925年7月6日—2014年6月21日）、日本政治家。历任防卫厅长官（第49届）、众议院议员（自由民主党，8期）、青梅市市長（2期）、青梅市議会議員。

## 生平
出生于日本東京都青梅市。旧制府立第二中学、早稻田大学政治经济学部毕业。
青梅市議会議員，1967年当選青梅市長。1975年连任，1976年当選众议院旧東京都第11区議員（同期当選的有爱知和男、鳩山邦夫、中村喜四郎、中島衛、西田司、池田行彦、堀内光雄、相澤英之、津島雄二、鹿野道彦、塚原俊平、中西啓介、与謝野馨、渡边秀央、中川秀直、甘利正等）。他属于福田派、鈴木派。
1990年任第2届海部内阁防卫厅长官。
1993年的第40届众议院议员总选举中落選。1996年再次当選東京都第25区众议员。1998年，前首相、宮澤派会長宫泽喜一与加藤纮一派系联合，他因反对河野洋平而離脱宮澤派，加入大勇会。2000年的第42届衆議院議員总选举中代表東京25区击败民主党的島田久，再次当選众议员。2003年的第43届众议院议员总选举，从政界引退（東京25区的地盤由井上信治继任）。
世界联邦运动推進团体、世界联邦日本国会委員会第12代会長、第8代事務总長。
2014年6月21日、因肺炎引发急性呼吸不全在東京都内的医院去世。